# Blocco di Cuba occidentale
Il blocco di Cuba occidentale noto anche come spedizione di Watts nelle Indie occidentali del 1591 fu un'azione piratesca inglese che ebbe luogo al largo dell'isola di Cuba, nei Caraibi (all'epoca possedimento spagnolo), nel corso della guerra anglo-spagnola. La spedizione assieme al periodo di blocco ebbe luogo tra il maggio e il luglio del 1591 e venne guidata da Ralph Lane e da Michael Geare con un notevole investimento da parte del mercante londinese John Watts e Sir Walter Raleigh. Il gruppo di navi inglesi intercettò e catturò un gran numero di navi spagnole molte delle quali appartenevano alla flotta tesoriera spagnola dell'ammiraglio Navarro ed erano protette da navi della marina spagnola al comando dell'ammiraglio Diego de la Ribera per difenderle proprio dai pirati inglesi. Gli inglesi catturarono o bruciarono un totale di 10 navi spagnole tra cui due galeoni, uno dei quali con a bordo un ricco bottino. Con questo successo e con la perdita di una sola nave nell'operazione, la spedizione fece ritorno in Inghilterra. Il blocco fu una delle spedizioni meglio riuscite nello Spanish Main sia in termini militari sia in termini finanziari.

## Antefatto
All'inizio del 1591 una flotta inglese venne organizzata per una spedizione di razzie nelle Indie occidentali spagnole. La spedizione venne finanziata da una joint venture e venne organizzata in tre flotte separate. La prima di queste (e la più grande) venne finanziata dal mercante londinese John Watts con investimenti anche di Walter Raleigh, Paul Bayning e Sir Francis Drake. Capitano della spedizione era William Lane a bordo della Centaur (120 tonnellate), mentre suoi secondi in comando erano il capitano Michael Geare a bordo della Little John (150 tonnellate) e il capitano Stephen Michell a bordo della Pegasus (80 tonnellate) con la pinaccia Fifth Parte. La flotta in seconda posizione era composta da due navi – la Margaret di 60 tonnellate al comando del capitano Christopher Newport e la Prudence di 50 tonnellate al comando del capitano John Burough. La parte restante della flotta venne finanziata da Sir George Carew: essa era composta dalla Hopewell (200 tonnellate, alias Harry and John) del capitano William Craston, la Burr (130 tonnellate) del capitano William Irish, la Swallow (35 tonnellate) di Ralph Lee e la Content (30 tonnellate) del capitano Nicholas Lisle. L'obbiettivo della missione era quello di attaccare e razziare ogni nave spagnola o portoghese che avessero trovato nell'area di Hispaniola e Cuba con l'intento di trarne del profitto.

### La spedizione
Partite da Plymouth nella primavera del 1591, le navi si portarono dapprima verso la costa spagnola per non far comprendere al nemico la loro reale destinazione.
Nell'aprile del 1591 al largo di Cadice, la Margaret di Newport e la Prudence avvistarono una grande nave spagnola che venne ben presto catturata. Newport trovò lingotti, monete, pelli, pietre preziose, vino e altre merci di valore. Newport inviò in Inghilterra quanto catturato e procedette quindi ad ovest verso Cuba per incontrarsi col resto della flotta tra Saint Kitts e Porto Rico nel maggio del 1591. Malgrado una tempesta avesse separato le navi, queste riuscirono comunque a giungere tutte alle Bahamas una settimana dopo.
Il primo successo della spedizione si ebbe alla fine di maggio quando il mercantile Rosario (150 tonnellate) al comando di mastro Francisco González venne catturato dalla Marageret e dalla Prudence presso La Yaguana al largo di Hispaniola. La ciurma della Rosario venne rilasciata, ma il loro vascello venne saccheggiato di ogni oggetto di valore che si poté trovare. I prigionieri informarono gli inglesi che una flotta spagnola composta da sette galeoni, due galee e due pinacce con 2000 uomini a bordo si stava portando nell'area di Cuba occidentale. Questa forza era al comando dell'ammiraglio don Diego de la Ribera. Questi aveva lasciato L'Avana all'inizio di giugno e stava attendendo la flotta di Antonio Navarro de Prado per difenderla dalle incursioni dei pirati inglesi.

## Il blocco
Gli inglesi decisero quindi di imporre un blocco navale nella parte occidentale di Cuba e si arrischiarono a confrontarsi con Ribera. Gli inglesi presero posizione presso Cabo Corrientes a metà di giugno attendendo l'arrivo delle navi spagnole.

### Cabo Corrientes
Il 23 giugno la Burr, la Hopewell, la Swallow e la Content giunsero tra Cabo Corrientes e Capo San Antonio e avvistarono ben presto sei imbarcazioni. Pensando che fossero le navi tesoriere provenienti da Cartagena gli inglesi si avvicinarono, solo per scoprire che in realtà erano le forze di Ribera con in testa l'ammiraglia, il galeone Nuestra Señora del Rosario (700 tonnellate), seguita dalla Magdalena del vice ammiraglio Aparicio de Arteaga (650 tonnellate), da due grandi galeoni e da un paio di galee. Nonostante l'inferiorità numerica gli inglesi si disposero in formazione a lungo raggio e lo scontro iniziò alle 7.00. Questo perdurò per tre ore, dopo il quale la formazione inglese si disperse. La Burr esplose in un catastrofico incendio del suo magazzino, non è chiaro se per un colpo di cannone spagnolo o per un incidente casuale. Irish e sedici sopravvissuti vennero recuperati dalla Swallow che poco dopo si ritirò dall'area. Poco dopo le galee San Augustín e Brava (100 tonnellate ciascuna) si avvicinarono ai due vascelli inglesi rimanenti e tentarono di abbordarli. Queste ad ogni modo vennero respinte da un pesante fuoco proveniente dalla Hopewell e dalla Content in posizione difensiva. Le galee spagnole, incapaci di riuscire a vincere il nemico e soffrendo non pochi danni, si riunirono ai galeoni di Ribera. Poco dopo le navi inglesi salparono verso Capo San Antonio, ma non vi trovarono nulla di significativo. La Content si perse durante la notte e non fu in grado di trovare le altre navi e si ritrovò poi in Florida.
Il 29 giugno la Hopewell e la Swallow fecero ritorno a Cabo Corrientes per cercare qualche segno dell'attività degli spagnoli di Ribera. Entrambe le navi incontrarono poco dopo la Centaur, la Pegasus, la Little John, la Prudence e la Fifth Part. Le navi si riunirono alla Lion del capitano John Oker una nave operante in solitaria che era partita da Southampton.
Il 3 luglio la formazione era ancora a Cabo Corrientes; la Pegasus e la Centaur avvistarono alcune navi spagnole. Dopo un breve inseguimento riuscirono ad avere la meglio e a catturare il mercantile Santa Catalina (150 tonnellate) al comando del capitano Martín Francisco de Armendáriz, e la fregata Regalo de Dios (100 tonnellate). Un'altra fregata della scorta venne catturata nel contempo dalla Lion e dalla Swallow. Le navi spagnole, partite da Santo Domingo e dirette a L'Avana, trasportavano merci di valore tra cui pietre preziose e pelli.

### L'Avana

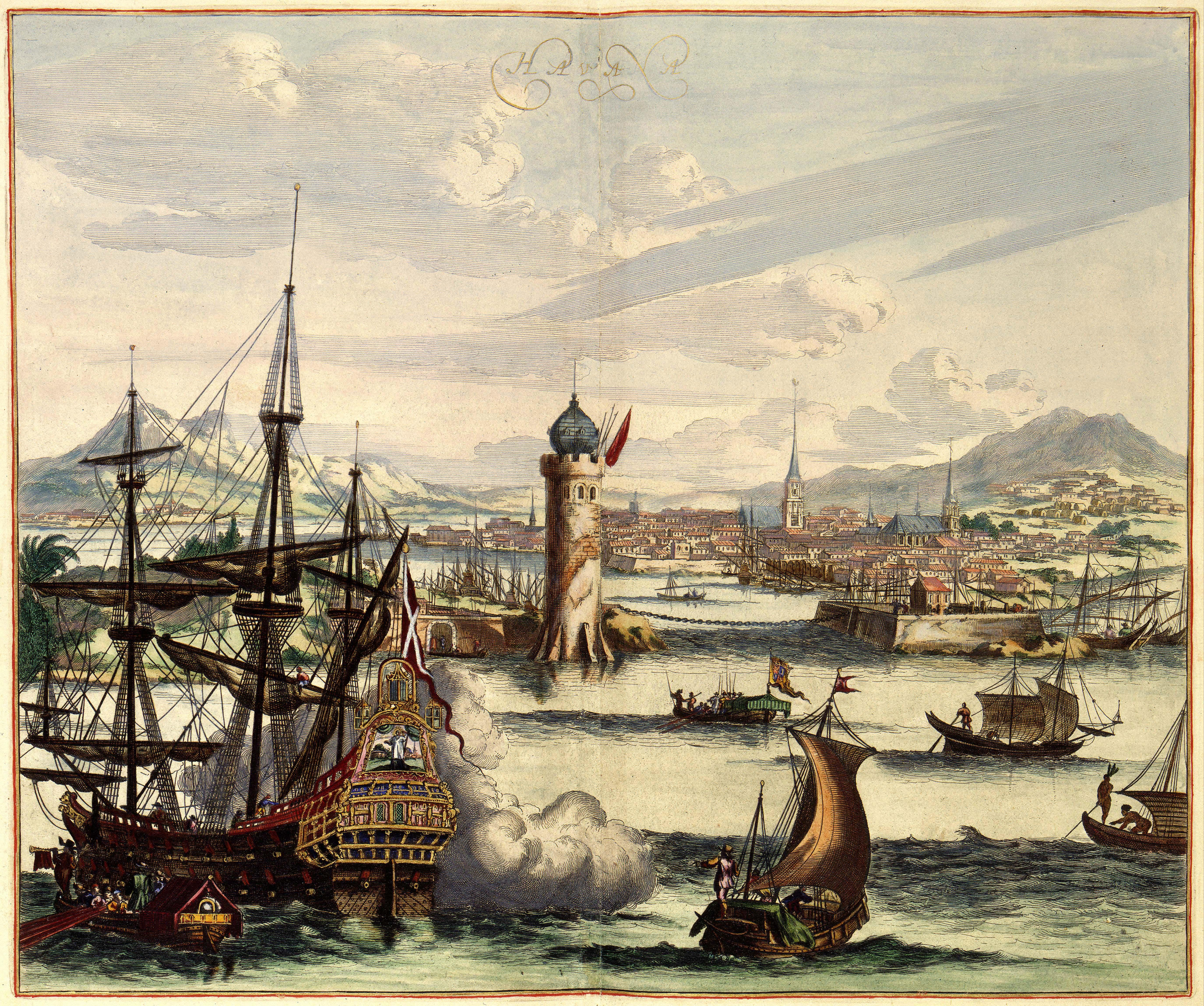
Panorama di L'Avana nel XVII secolo

Il 5 luglio, gli inglesi si accordarono per salpare con tutte le loro navi e le merci confiscate alla volta della capitale cubana. Dopo aver raggiunto Matanzas, la Prudence e la Lion continuarono verso il vecchio canale delle Bahama. Il giorno successivo la Centaur, la Pegasus, la Hopewell, la Little John, la Swallow e la Fifth Part invertirono la loro rotta per bloccare L'Avana. Malgrado il rischio di incontrare altri galeoni armati, le sei navi inglesi attesero l'arrivo di navi spagnole.
La mattina del 15 luglio, la Pegasus e la Little John avvistarono una grande nave spagnola. Gli inglesi salparono verso di lei, la attaccarono e dopo un pesante combattimento corpo a corpo e numerose vittime, riuscirono ad abbordare il vascello spagnolo che venne costretto alla resa. La nave spagnola era un galeone di 300 tonnellate di carico che si rivelò essere la San Juan; il suo capitano, Agustín de Paz, conduceva un convoglio partito da Veracruz e diretto appunto a L'Avana. La San Juan venne saccheggiata, atto dopo il quale venne data alle fiamme ed il suo equipaggio sbarcato sulla costa. Dai prigionieri e dalle carte ritrovate a bordo gli inglesi vennero a sapere che dietro alla San Juan si trovava un vero e proprio convoglio spagnolo. In quello stesso giorno la Swallow, la Centaur, la Hopewell e la Fifth Part inseguirono quattro navi spagnole che si arresero e vennero catturate. Vennero saccheggiate e due di esse vennero utilizzate come nave stiva mentre le altre due vennero date alle fiamme.
Alle prime ore del giorno successivo, i primi elementi del convoglio spagnolo atteso giunsero nell'area, comandati dall'ammiraglio Navarro. Gli inglesi osservarono la situazione e colsero l'opportunità quando notarono che una nave era distaccata dalle altre nel convoglio. A mezzogiorno la Centaur e la Little John attaccarono ed abbordarono il vascello di retroguardia nel gruppo, mentre la Pegasus tirò una bordata alla nave. Dopo mezz'ora di combattimenti nei quali William Lane venne ferito, la nave venne presa. La preda catturata era un galeone armato di 240 tonnellate di carico proveniente da Siviglia, la Santa Trinidad, capitanata da Alonso Hidalgo.
La Santa Trinidad venne trovata essere particolarmente ricca ed immediatamente Lane diede ordine alle altre navi di abbandonare il sito e di difendere la nave ad ogni costo, temendo attacchi di vendetta da parte degli spagnoli. Il gruppo levò l'ancora prima che il resto della flotta spagnola con Ribera potesse giungere sul posto.

## Conseguenze
La flotta inglese giunse a Plymouth alcuni mesi dopo con otto navi catturate agli spagnoli. La spedizione di Watt fu un successo tale da fruttare un valore pari di 40 000 sterline, producendo un profitto del 200%, senza contare i saccheggi operati dai membri dell'equipaggio. Metà del profitto andò di diritto alla regina Elisabetta I tramite il lord ammiraglio Charles Howard, I conte di Nottingham, mentre il resto venne diviso tra Watts e Raleigh. La Trinidad era il bottino più ricco dato che da sola trasportava beni per 20 000 sterline tra argento, pelli e cocciniglia.
Gli spagnoli sul fronte opposto uscirono frustrati dall'operazione: il Ribera non era riuscito a ripulire l'area di Cuba dai pirati inglesi e poté fare ben poco contro il blocco navale. Il governatore di Cuba, Juan de Tejeda, si lamentò del fatto che gli inglesi avessero addirittura osato mandargli delle lettere con dei complimenti durante il periodo del blocco navale:
Il blocco di Cuba occidentale fu una delle spedizioni meglio riuscite degli inglesi sia a livello militare sia a livello finanziario. L'anno successivo altre spedizioni vennero lanciate dagli inglesi al comando di Christopher Newport, sempre foraggiate da Watts e da Lane. Pur non ripetendo il grandioso successo della spedizione dell'anno precedente, le loro operazioni costrinsero gli spagnoli a ritardare la partenza di due flotte tesoriere e queste poterono raggiungere la Spagna solo nella primavera del 1593.